# تل فيريس
تل فيريس، هو جبل يقع في جبال كاتسكيل في نيويورك شمال شرق روكسبري. يقع تل جامب غربًا ويقع تل نيغرو جنوب شرق تل فيريس.